# Sea Palling
Sea Palling is een civil parish in het bestuurlijke gebied North Norfolk, in het Engelse graafschap Norfolk met 655 inwoners.

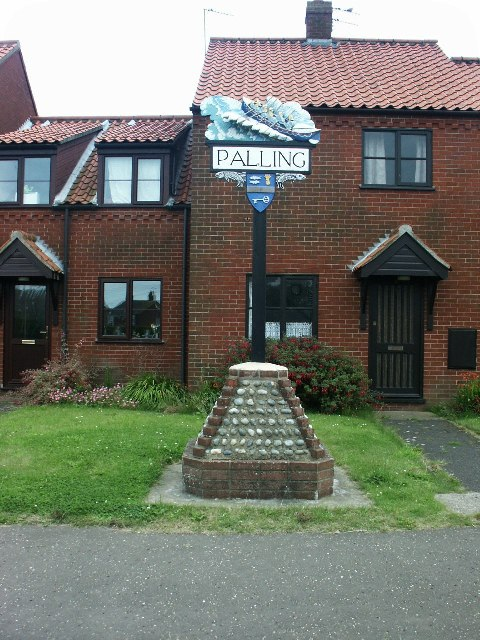
Sea Palling
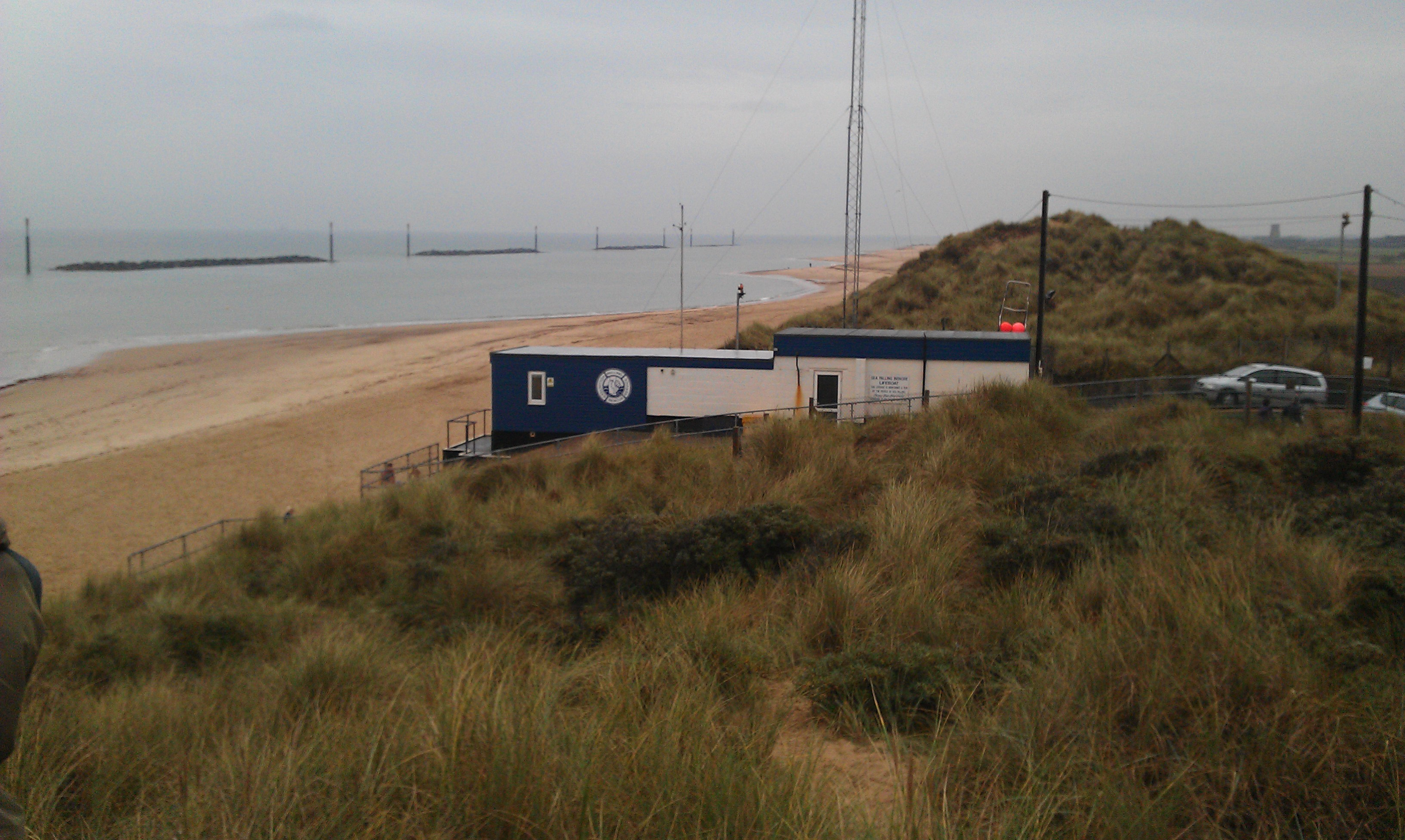
Station van de reddingsbrigade in Sea Palling